# Territ rogenc
El territ rogenc (Calidris subruficollis) és una espècie d'ocell de la família dels escolopàcids (Scolopacidae) que alguns autors consideren l'única espècie del gènere Tryngites (Cabanis, 1857). En estiu habita la tundra al nord d'Alaska i de Yukon i a les illes Wrangel, Banks, Melville, Bathurst, Devon, Jenny Lind i Rei Guillem. En hivern habiten costes i aiguamolls del sud del Brasil, Uruguai i nord de l'Argentina.